# Flogistonska teorija
Flogistonska teorija (iz starogrškega starogrško Φλογιστόν: flogistón – goreti) je ovržena znanstvena teorija iz 17. stoletja, ki je predpostavila ognju podoben kemijski element, imenovan flogiston. Flogiston naj bi vsebovale vse gorljive snovi in se je med gorenjem sproščal. Obstoj flogistona je prvi predpostavil Johann Joachim Becker leta 1667 in z njim poskušal razložiti procese gorenja in rjavenja, ki se danes imenujejo oksidacija.

## Teorija
Flogistonirane snovi so snovi, ki vsebujejo flogiston. Ko zgorijo, oddajo flogiston in se spremenijo v deflogistonirano snov.
Na splošno je veljalo, da so snovi, ki gorijo v zraku, zelo bogate s flogistonom. Dejstvo, da gorenje v zaprtem prostoru kmalu preneha, so imeli za jasen dokaz, da lahko zrak sprejme samo omejeno količino flogistona. Ko postane zrak popolnoma flogistoniran, ne more več niti spodbujati gorenja niti proizvesti apna (oksida) s segrevanjem katerekoli kovine niti omogočiti dihanja. Za dihanje je veljalo, da odvaja flogiston iz telesa.
Becherjeva flogistonska teorija je torej razlagala gorenje kot proces, ki nima nobene zveze s spajanjem s kisikom. Ko je Daniel Rutherford leta 1772 odkril dušik, je skupaj s svojim profesorjem Josephom Blackom poskušal svoje odkritje pojasniti s flogistonsko teorijo. Ostanek zraka po gorenju, se pravi zmes dušika in ogljikovega dioksida, sta imela za flogistoniran zrak, ki je prevzel ves flogiston. Ko so kasneje odkrili kisik, so ga obravnavali kot deflogistoniran zrak, sposoben da se veže s flogistonom in s tem pospešuje gorenje dlje od običajnega zraka.

## Zgodovina
Flogistonsko teorijo je postavil Johann Joachim Becher leta 1667. Alkimisti so predpostavljali, da obstajajo štirje klasični elementi: ogenj, voda, zrak in zemlja. Becher je iz modela klasičnih elementov izločil zrak in ogenj in ju nadomestil s tremi oblikami zemlje: terra lapidea, terra fluida in terra pinguis (kamnita, tekoča in mastna zemlja). Terra pinguis je bila element, ki je predstavljal mastne, žveplene ali gorljive značilnosti snovi. Becher bil prepričan, da je ključni element gorenja ravno terra pinguis, ki se je sprostil, ko je gorljiva snov zgorela. Leta 1703 je Georg Ernst Stahl, profesor medicine in kemije v Halleju, predlagal različico teorije, v kateri Becherjevo terro pinguis preimenoval v flogiston. Teorija je v tej obliki dosegla verjetno  svoj največji vpliv.

## Izpodbijanje in opustitev teorije
Kvantificirani poskusi so sčasoma naleteli na težave, katerih se s flogistonsko teorijo ni dalo pojasniti: masa nekaterih kovin, na primer magnezija, se je po gorenju kljub izgubi flogistona povečala. Nekateri zagovorniki teorije so pojav poskušali pojasniti z ugotovitvijo, da je imel flogiston negativno maso. Nekateri drugi, med njimi Louis-Bernard Guyton de Morveau, so pojav pojasnjevali s tem, da je flogiston lažji od zraka. Podrobna analiza, ki je temeljila na merjenju gostote magnezija in produkta njegovega gorenja je pokazala, da flogiston, lažji od zraka, ne more prispevati k povečanju mase magnezija.
V 18. stoletju je postalo jasno, da kovine med oksidacijo povečajo svojo maso, zato so začeli flogiston vedno bolj obravnavati kot načelo in ne kot snov. Nekaj kemikov je do konca 18. stoletja še vedno uporabljajo izraz flogiston za pojme, povezane z vodikom. Joseph Priestley, na primer, je pri opisu reakcije vodne pare z železom priznal, da se masa železa zaradi reakcije s kisikom  poveča in da pri tem nastane apno (železov oksid), vendar železo pri tem izgubi »osnovo vnetljivega zraka (vodik), se pravi snov ali načelo, ki se imenuje flogiston«.
Antoine Lavoisier je kisik opisal kot oksidacijsko načelo (od tod njegovo ime: oxus – oster, kisel in geneo – roditi, proizvesti), medtem ko je Priestley flogiston opisal kot alkalno načelo.
Flogistonska teorija je prevladovala do 1780. let, ko je Lavoisier dokazal, da je za gorenje potreben plin, ki ima maso (kisik), merljivo s tehtanjem zaprtih posod. Uporaba zaprtih posod je izničila tudi pojav vzgona, ki je prikril maso plinov, nastalih med zgorevanjem. Opazovanja so rešila masni paradoks in postavila temelje za novo, kalorično teorijo gorenja.

## Pozitivni vidiki
Flogistonska teorija je omogočila kemikom, da so povezali različne pojave (gorenje, presnovo in rjavenje) v skladno celoto. Prepoznanje povezave med gorenjem in presnovo živih organizmov je bilo predhodnik spoznanja, da je presnovo živih organizmov in gorenje mogoče pojasniti z enostavnimi kemijskimi procesi.